# スーパーポケモンスクランブル
『スーパーポケモンスクランブル』（Super Pokémon Scramble）は、任天堂・株式会社ポケモンより2011年8月11日に発売されたニンテンドー3DS用アクションゲーム。

## 概要
Wiiウェア用ソフトとして発売された『乱戦!ポケモンスクランブル』の続編。ポケモンゲームとしては初の3DS用パッケージソフトとなる。
当初は7月28日発売予定であったが、諸般の事情により8月11日に延期となった。この新しい発売日はニンテンドー3DS本体の大幅値下げと同日となっている。
ネジで動くポケモンのおもちゃを操作して戦うアクションゲーム。
『ブラック・ホワイト』で初登場したポケモンを含め、本作発売時点で存在が明らかになっている646種のポケモンが（フォルムチェンジなどの、ポケモンごとの形態の違いも含めて）登場する。

## ストーリー
不思議なネジで動く646種類のポケモン達が暮らすおもちゃの世界。この世界では最強のポケモンを決める「バトルロイヤル」、「チームバトル」、「とつげきバトル」が行われている。ポケモンたちは戦いで受けた傷を「ひかりのしずく」によって癒していた。しかし突然ひかりのしずくが湧かなくなってしまい、さらにコバルオンが率いる一団が各地から残っていたひかりのしずくを強奪し始めた。主人公のピカチュウは一連の事件を解決するために、旅に出ることになる。
そして、「ひかりのしずく」を生み出すという「せかいのはしら」でコバルオンとの戦いで勝利したピカチュウであったが、そこに突然現れたのは、一連の事件の黒幕「くろのラスト」という滅びの化身だった。

## システム
前作からの大きな変更点は存在しない。ただし、とおりなの種類が増え、「わるあがき」はとおりなが「サビた」のポケモン専用となり、メタモンは他のポケモンと同じ種類になる「へんしん」を使うようになった。

## ゲームモード

### タウン
冒険の拠点となる場所。前作におけるターミナルの役割を担っている。回復はひかりのふんすいで行うようになり自動では回復しなくなっている（ストーリークリア後に入手できるアイテムで自動で回復できるようになる）。
新たに登場した施設は下記参照。
ひかりのふんすい
回復を行う。とおりな「サビた」のポケモンも回復できる。
ぬけあな
フィールドにいるモグリューに近づくことで出来る。タウンとフィールドを素早く移動できるようになる。
わざはんばいき
わざガチャより必要なPが多い。タウンにあるものは強力な技を覚えることができ、必要なPは一定。エリア入口にあるものは強さにより価格が異なる。
わざおしえ
タワータウンのみ存在する施設。仲間が覚えている技を他のポケモンに教えられる。教えたポケモンはいなくなる。
わざいれかえ
Aボタン、Bボタンの技を入れ替える。
コレクション
これまで仲間にしたポケモンを確認できる。
おもちゃや
すれ違い通信のための施設。

### フィールドのエリア
フィールドは1-1から始まり5-2まで存在する。各マップに以下のエリアからいくつかが存在する。前作のステージを流用したような景観のステージもある。
グリーンエリア
「かぜのだいそうげん」がモデルのエリア。ノーマルタイプが多い。
フォレストエリア
「しずかのもり」がモデルのエリア。くさ、むしタイプが多い。
ビーチエリア
「ひかりのなぎさ」がモデルのエリア。みずタイプが多い。
ケイブエリア
「いわけずりのどうくつ」がモデルのエリア。いわタイプが多い。
ファクトリーエリア
上記のエリアほど似ていないが「ほのおのようこうろ」に近い景観をしているエリア。でんき、はがねタイプが多い。
タワーエリア
塔という点で「えいえんのとう」と共通しているがあまり景観は似ていない。エスパータイプが多い。
ツリーエリア
巨木のエリア。くさ、むしタイプが多い。
レイクエリア
湖のエリア。みずタイプが多い。
ホラーエリア
お化け屋敷のような景観のエリア。ゴーストタイプが多い。
デザートエリア
砂漠のエリア。じめんタイプが多い。
ロックエリア
岩山のエリア。いわ、かくとうタイプが多い。
マグマエリア
移動フィールドの下に溶岩があるエリア。ほのおタイプが多い。
レッドエリア
秋の「フォレストエリア」といった景観のエリア。くさタイプが多い。
アイスエリア
氷山を進むエリア。こおりタイプが多い。

### 競技場

#### バトルロイヤル
前作から大きな変更はないが一個のタイマーを拾うことで増える時間が4秒に減っている。

#### チームバトル
チームランチャーを入手すると出来るようになる仲間2匹と共に闘うバトル。チーム構成とハイテンションモードをいかに使いこなせるかがカギとなる。

#### とつげきバトル
とつげきフラッグを入手すると出来るようになるバトル。強さの高いポケモンを多く仲間にすることと、ボタン連打が重要になる。3DSの立体視をいかしたバトルである。

## ストーリークリア後
EXステージに挑戦可能となる。
ワールドランクという概念が登場する（クリア後はランク1）。ランクは定められた数のPを支払うと上げることができる。ランクを上げるとより強いポケモンが仲間にできるようになる。EXステージ完全制覇にはランク10で仲間にできる強さのポケモンが必要となるが、ランク10まで上げるには合計7520万Pという膨大な量のPを必要とする。
ボスのいるエリアに続くジャンプ台が光り輝いているとまれに登場するボスポケモンと戦闘できる。この場合伝説のポケモンがボスとして登場し、パワーも高めである。

## あいことば
今作にも存在し、あいことば限定のとおりなもある。

## 用語
トイタウン
イーストタウン
ウェストタウン
ノースタウン
タワータウン
不思議なネジ
光の滴（ひかりのしずく）
ネジの神殿
サビの軍団
くろのラスト